# Ludmila Savinkova
Ludmila Savinkova (Moscou, 1 de janeiro de 1936) é uma ex-ginasta soviética, que competiu em provas da ginástica rítmica.